# Episodi de I Simpson (decima stagione)
La decima stagione de I Simpson (serie di produzione AABF) è andata in onda negli Stati Uniti dal 23 agosto 1998 al 16 maggio 1999.
La stagione comprende tre episodi della serie di produzione 5F, relativa alla precedente stagione.
In Italia è stata trasmessa per la prima volta dal 13 settembre all'8 ottobre del 1999 su Italia 1, dal lunedì al sabato alle 14:00.
Dal 10 settembre 2007 è in vendita il cofanetto della decima stagione.
Dal 4 al 18 luglio 2016 questa stagione viene replicata su Italia 1 per la prima volta rimasterizzata in 16:9 e in alta definizione.
| N° USA | N° Italia | Codice di produzione | Titolo italiano                      | Titolo originale                             | Prima TV USA      | Prima TV Italia   |
| ------ | --------- | -------------------- | ------------------------------------ | -------------------------------------------- | ----------------- | ----------------- |
| 1      | 2         | 5F20                 | Tanto va Homer al lardo che...       | Lard of the Dance                            | 23 agosto 1998    | 13 settembre 1999 |
| 2      | 3         | 5F21                 | L'inventore di Springfield           | The Wizard of Evergreen Terrace              | 20 settembre 1998 | 14 settembre 1999 |
| 3      | 1         | 5F22                 | Mamma Bart                           | Bart the Mother                              | 27 settembre 1998 | 15 settembre 1999 |
| 5      | 4         | AABF01               | La paura fa novanta IX               | Treehouse of Horror IX                       | 25 ottobre 1998   | 16 settembre 1999 |
| 4      | 9         | 5F19                 | Dalle stelle alle stalle             | When You Dish upon a Star                    | 11 ottobre 1998   | 22 settembre 1999 |
| 6      | 6         | AABF02               | Homer figlio dei fiori               | D'oh-in in the Wind                          | 15 novembre 1998  | 18 settembre 1999 |
| 7      | 7         | AABF03               | Lisa 10 e lode                       | Lisa Gets an "A"                             | 22 novembre 1998  | 20 settembre 1999 |
| 8      | 8         | AABF04               | Homer Simpson in: "Problemi di reni" | Homer Simpson in: "Kidney Trouble"           | 6 dicembre 1998   | 21 settembre 1999 |
| 9      | 10        | AABF05               | Sindacato con la mafia               | Mayored to the Mob                           | 20 dicembre 1998  | 17 settembre 1999 |
| 10     | 5         | AABF06               | Viva Ned Flanders                    | Viva Ned Flanders                            | 10 gennaio 1999   | 23 settembre 1999 |
| 11     | 11        | AABF07               | Schermaglie fra generazioni          | Wild Barts Can't Be Broken                   | 17 gennaio 1999   | 24 settembre 1999 |
| 12     | 12        | AABF08               | Domenica, orrenda domenica           | Sunday, Cruddy Sunday                        | 31 gennaio 1999   | 25 settembre 1999 |
| 13     | 13        | AABF09               | Homer il Max-imo                     | Homer to the Max                             | 7 febbraio 1999   | 27 settembre 1999 |
| 14     | 14        | AABF11               | Io sto con Cupido                    | I'm with Cupid                               | 14 febbraio 1999  | 28 settembre 1999 |
| 15     | 15        | AABF10               | Marge ingrana la marcia              | Marge Simpson in: "Screaming Yellow Honkers" | 21 febbraio 1999  | 29 settembre 1999 |
| 16     | 16        | AABF12               | Fate largo a Lisa                    | Make Room for Lisa                           | 28 febbraio 1999  | 30 settembre 1999 |
| 17     | 17        | AABF13               | Homer il camionista                  | Maximum Homerdrive                           | 28 marzo 1999     | 1 ottobre 1999    |
| 18     | 18        | AABF14               | Brani biblici                        | Simpsons Bible Stories                       | 4 aprile 1999     | 2 ottobre 1999    |
| 19     | 19        | AABF15               | Homer e la pop art                   | Mom and Pop                                  | 11 aprile 1999    | 4 ottobre 1999    |
| 20     | 20        | AABF16               | I vecchi e il mare                   | The Old Man and the "C" Student              | 25 aprile 1999    | 5 ottobre 1999    |
| 21     | 21        | AABF17               | Monty non può comprare amore         | Monty Can't Buy Me Love                      | 2 maggio 1999     | 6 ottobre 1999    |
| 22     | 22        | AABF18               | Springfield utopia delle utopie      | They Saved Lisa's Brain                      | 9 maggio 1999     | 7 ottobre 1999    |
| 23     | 23        | AABF20               | Da Tokyo con orrore                  | Thirty Minutes over Tokyo                    | 16 maggio 1999    | 8 ottobre 1999    |

## Tanto va Homer al lardo che...
- Sceneggiatura: Jane O'Brien
- Regia: Dominic Polcino
- Messa in onda originale: 23 agosto 1998
- Messa in onda italiana: 13 settembre 1999

Alla scuola elementare di Springfield arriva una nuova studentessa di nome Alex Whitney, che fa amicizia con Lisa. Nonostante abbiano la stessa età, Alex si comporta già come un'adolescente e convince le proprie compagne a fare altrettanto, interessandosi alla moda e ai ragazzi. Alex convince persino Skinner a organizzare un ballo studentesco.
Intanto Homer e Bart scoprono che vendendo grasso alimentare possono guadagnare molti soldi, e decidono di derubare la mensa della scuola. Tuttavia una colluttazione con Willie finisce per far esplodere la cisterna che Homer stava riempiendo di grasso, che si riversa nella palestra in cui si stava tenendo il ballo. Alex rimane sconvolta nel rendersi conto di come i suoi compagni si divertano a giocare in mezzo al caos creatosi e Lisa le fa rendere conto che in fondo sono soltanto bambini.
- Guest star: Lisa Kudrow (voce di Alex Whitney)
- Frase alla lavagna: assente
- Gag del divano: i Simpson provano a sedersi sul divano, ma Nelson lo sposta all'ultimo momento facendoli cadere per terra.

## L'inventore di Springfield
- Sceneggiatura: John Swartzwelder
- Regia: Mark Kirkland
- Messa in onda originale: 20 settembre 1998
- Messa in onda italiana: 14 settembre 1999

Dopo aver scoperto che la vita media umana si aggira intorno ai 70 anni, Homer diventa incredibilmente depresso, sapendo di essere a oltre metà strada e non aver combinato granché nella propria vita. Per consolarlo Lisa gli racconta di Thomas Edison e lo invita a inventare qualcosa.
Dopo aver perso tempo in invenzioni inutili o malfunzionanti, Homer inventa delle gambe aggiuntive per le sedie, per prevenire di cadere quando si fa "dondolare" la sedia. Tuttavia un servizio televisivo mostra in un museo su Edison una sedia simile. Per evitare che l'invenzione di Edison venga scoperta prima che lui mostri la sua, Homer decide di recarsi al museo e distruggere le prove col suo martello elettrico. Sul posto però Homer scopre tramite un disegno che Edison aveva come proprio idolo Leonardo Da Vinci, nello stesso modo in cui lui ha come idolo l'inventore. A quel punto Homer, colto da un sentimento di solidarietà lascia stare Edison e decide di distruggere le opere di Da Vinci, rinunciandoci però immediatamente quando scopre che si trovano in Italia. La gioia di Homer dura solo fino alla mattina dopo, avendo lasciato lì il martello elettrico e con il personale del museo scopre la sedia a sei gambe; non può che schiumare di rabbia mentre i diritti e i soldi delle invenzioni vengono dati a Edison.
- Guest star: William Daniels (voce di KITT, l'auto di Supercar)
- Frase alla lavagna: Non intenterò cause legali frivole
- Gag del divano: gli abitanti di Springfield sono seduti come al cinema davanti al divano. I Simpson arrivano in ritardo e chiedono spazio per passare.

## Mamma Bart
- Sceneggiatura: David X. Cohen
- Regia: Steven Dean Moore
- Messa in onda originale: 27 settembre 1998
- Messa in onda italiana: 15 settembre 1999

Nelson invita Bart a provare un fucile a pallini vinto a una sala giochi. Sparando con il fucile, Bart colpisce e uccide un uccello. Per riconquistare l'affetto di Marge, estremamente delusa dal gesto del figlio, Bart decide di accudire le uova che l'uccello stava covando, fino al momento che queste schiudono, dando la luce a due particolari lucertole.
Skinner spiega a Bart che si tratta di una specie di lucertole che si insidiano nei nidi degli uccelli, e che per legge vanno uccise in quanto sterminatrici di specie di volatili. Bart riesce a salvare le due lucertole, dando loro la libertà. Le lucertole liberano Springfield dai piccioni che infestavano la città, che però viene a sua volta infestata dalle lucertole boliviane. Per eliminarle alla fine della puntata si dirà che verranno liberati dei serpenti cinesi e conseguentemente dei gorilla per far fuori i serpenti; gorilla che poi moriranno con il sopraggiungere dell'inverno.
- Guest star: assente
- Frase alla lavagna: assente
- Gag del divano: due pompieri usano il divano come trampolino per far atterrare i Simpson. Tutti i componenti della famiglia atterrano sul divano, tranne Homer che sbatte contro il pavimento perforandolo.
- Note: Questo è l'ultimo episodio in cui Phil Hartman presta la voce a Troy McClure nel doppiaggio originale, ed è stato trasmesso postumo alla sua morte. Il personaggio è poi stato ritirato dalla serie, insieme all'altro doppiato da Hartman, Lionel Hutz.

## La paura fa novanta IX
- Sceneggiatura: Donick Cary, Josh Weinstein, David X. Cohen
- Regia: Steven Dean Moore
- Messa in onda originale: 25 ottobre 1998
- Messa in onda italiana: 16 settembre 1999

L'episodio contiene tre storie di Halloween, introdotte dalla famiglia Simpson che non riesce ad arrivare a casa per via di alcuni incidenti.
- Parrucchino infernale (Hell Toupee)
Serpente viene mandato alla sedia elettrica poiché ha commesso il suo terzo reato e minaccia vendetta a coloro che erano presenti al momento del suo arresto, ovvero Apu, Boe e Bart. Dopo essere stato giustiziato, gli organi di Serpente vengono usati per effettuare vari trapianti e Homer riceve i suoi capelli. Dopo aver eseguito il trapianto, i capelli iniziano a trasformare la personalità di Homer, che diventa uno spietato killer e che uccide prima Apu, poi Boe. Quando cerca di uccidere Bart, il ragazzo riesce a farlo tornare in sé e, una volta tolti i capelli, permette a Homer di tornare alla normalità.
- Il terrore del cartone stra-animato (The Terror of Tiny Toon) 
Marge, per evitare che i suoi figli guardino i cartoni di Grattachecca e Fichetto, prende le pile dal telecomando, ma Bart riesce a far funzionare lo stesso il telecomando prendendo dalla cassetta degli attrezzi di suo padre una barra di plutonio, producendo effetti particolari. Bart e Lisa entrano nel cartone di Grattachecca e Fichetto, dove però la violenze è reale e i due ragazzini cercano di scappare in tutti i modi dai due personaggi animati che tentano di ucciderli. Una volta ritornati davanti allo schermo, i due ragazzi riescono a uscire dallo schermo grazie all'aiuto di Homer.
- Due marziani e una culla (Starship Poopers)
Dopo che a Maggie è spuntata una zanna come primo dente da latte e le sue gambe sono state sostituite da dei tentacoli, Marge confessa che il vero padre di Maggie non è Homer, ma è l'alieno Kang. Dopo un'accesa disputa tra la famiglia e l'alieno sul quale deve essere il futuro di Maggie, Bart propone di Andare al The Jerry Springer Show per risolvere la disputa. Durante lo show la situazione non migliora e alla fine Kang elimina tutto il pubblico presente, compreso il presentatore Jerry Springer.

- Guest star: Robert Englund (voce di Freddie Krueger), Kathie Lee Gifford (voce di sé stessa), Ed McMahon (voce di sé stesso), Regis Philbin (voce di sé stesso), Jerry Springer (voce di sé stesso)
- Frase alla lavagna: Il nono special di Halloween dei Simpson (scritto con il sangue)
- Gag del divano: i Simpson non riescono a arrivare al divano: Bart cade dallo skateboard, Lisa dalla bici viene scaraventata contro il muro e Homer viene investito da Marge. Sul divano ci sono Freddy Krueger e Jason Voorhees che si chiedono come mai i Simpson non arrivino e, non volendo più aspettare, accendono la TV.

## Dalle stelle alle stalle
- Sceneggiatura: Richard Appel
- Regia: Pete Michels
- Messa in onda originale: 8 novembre 1998
- Messa in onda italiana: 22 settembre 1999

In seguito a un incidente con il paracadute, Homer piomba nella casa segreta degli attori Alec Baldwin e Kim Basinger, giunti a Springfield in cerca di tranquillità. I due attori, la cui casa è frequentata anche del regista Ron Howard, assumono Homer come assistente tuttofare, purché non riveli a nessuno della loro presenza.
Tuttavia l'uomo non riesce a tenere il segreto e ben presto l'intera cittadina è a conoscenza della casa delle due celebrità. Furiosi e delusi, i due attori interrompono ogni rapporto con Homer, che per ripicca mette in piedi un museo della spazzatura delle celebrità, proprio fuori dalla loro villa. Scoperto il museo, mentre si recavano a chiedergli scusa, Alec Baldwin, Kim Basinger e Ron Howard iniziano a inseguire Homer, e alla fine ottengono un'ordinanza restrittiva, affinché non si possa più avvicinare a una celebrità viva o morta. Ron Howard riesce tuttavia a ottenere la produzione di un film usando il copione che Homer aveva scritto in precedenza.
- Guest star: Alec Baldwin (voce di sé stesso), Kim Basinger (voce di sé stessa), Ron Howard (voce di sé stesso), Brian Grazer (voce di sé stesso)
- Frase alla lavagna: Chiappe.com non è il mio indirizzo e-mail
- Gag del divano: Marge stende come dei panni da asciugare gli altri componenti della famiglia Simpson.

## Homer figlio dei fiori
- Sceneggiatura: Donick Cary
- Regia: Mark Kirkland e Matthew Nastuk
- Messa in onda originale: 15 novembre 1998
- Messa in onda italiana: 18 settembre 1999

Homer scopre di non sapere di cosa sia l'iniziale "J." del suo secondo nome. Per venirne a capo si reca nella fattoria dove per un breve periodo visse sua madre, e su un murale da lei disegnato scopre che "J" sta per "Jay". Qui Homer fa la conoscenza di Munchie e Seth, due uomini che vivono ancora secondo il credo degli hippie del Sessantotto. Homer decide di unirsi a loro, ma rimane deluso nello scoprire che Munchie e Seth gestiscono una fabbrica per la produzione di succhi di frutta biologici. Homer convince i due uomini a passare una giornata da hippie, ma al loro ritorno scoprono che il frisbee con cui stava giocando Homer si è incastrato nei meccanismi della fabbrica dei succhi di frutta, mandando all'aria l'intera produzione. In preda a i sensi di colpa, Homer a insaputa di Munchie e Seth utilizza le verdure del giardino "personale" dei due hippie per produrre altro succo di frutta, che distribuisce personalmente, senza rendersi conto che la verdura raccolta era peyote.
- Guest star: George Carlin (voce di Seth), Martin Mull (voce di Munchie)
- Frase alla lavagna: A nessuno importa qual è la mia definizione di "è"
- Gag del divano: i Simpson si siedono sul divano, ma subito dopo una sbarra si abbassa come nei vagoncini delle montagne russe e il divano inizia a muoversi come se fosse sulle montagne russe.

## Lisa 10 e lode
- Sceneggiatura: Ian Maxtone-Graham
- Regia: Bob Anderson
- Messa in onda originale: 22 novembre 1998
- Messa in onda italiana: 20 settembre 1999

Per colpa di Homer, Lisa si ritrova con l'influenza e dovrà rimanere a casa da scuola; intanto Marge le consiglia di fare una partita a qualche gioco di Bart, al punto di dimenticare completamente di studiare per un compito in classe.
Messa alle strette Lisa chiede aiuto a Bart e Nelson, che le forniscono le risposte del test, facendole avere il massimo dei voti. Il risultato di Lisa permette alla scuola di ottenere delle sovvenzioni, ma Lisa in preda ai sensi di colpa confessa tutto al direttore Skinner proprio durante la cerimonia per l'assegnazione delle sovvenzioni. Avendo previsto il comportamento di Lisa, Skinner fa confessare Lisa durante una falsa cerimonia, e non la fa presiedere a quella vera, ottenendo quindi i soldi per la scuola. Intanto Homer compra un cucciolo di aragosta con lo scopo di crescerla e mangiarla quando sarà sufficientemente grande. Homer però finisce per affezionarsi a "Pizzicottina" (il nome che le ha dato), e non essere più in grado di volerla uccidere, salvo poi farle un bagnetto nell'acqua bollente, e cuocerla involontariamente: disperato per la sua morte, se la mangerà tutta da solo, dicendo che è sempre quello che "Pizzicottina" ha desiderato.
- Guest star: assente
- Frase alla lavagna: Non griderò "Voglio il gelato"
- Gag del divano: i Simpson, subito dopo essersi seduti sul divano, vengono ricoperti da dei caschi da parrucchiera che scambiano i capelli dei vari componenti: Homer ha i capelli di Maggie, Marge quelli di Bart, Bart quelli di Lisa, Lisa quelli di Homer e Maggie quelli di Marge. Quest'ultima cade per l'eccessivo peso dei capelli della madre.

## Homer Simpson in: "Problemi di reni"
- Sceneggiatura: John Swartzwelder
- Regia: Mike B. Anderson
- Messa in onda originale: 6 dicembre 1998
- Messa in onda italiana: 21 settembre 1999

Dopo aver costretto Abe a non andare alla toilette, pur di non fare fermate durante il viaggio di ritorno da una gita, Homer scopre di aver causato l'esplosione del rene del padre.
Il dr. Hibbert informa che se non si trova un donatore, nonno Simpson non sopravviverà a lungo. Homer accetta di donare il proprio rene, ma poi preso dal panico fugge. In preda ai sensi di colpa, Homer si imbarca nella spedizione del Capitano McAllister delle "anime perdute", a bordo della quale vi sono criminali e derelitti, che però si dimostrano tutti quanti disgustati dalla storia di Homer, e lo gettano in mare. Tornato a riva, Homer si convince donare il rene, ma all'ultimo momento tenta nuovamente di fuggire. Questa volta però Homer viene quasi investito da un camion, dal quale gli cade un'auto addosso che gli fa perdere i sensi, e mentre è incosciente i suoi famigliari autorizzano il prelievo del rene, salvando la vita al nonno.
- Guest star: assente
- Frase alla lavagna: Io non ho il diploma da parrucchiere
- Gag del divano: i Simpson sono delle rane sedute sopra una ninfea. Homer allunga la lingua per accendere la TV.

## Sindacato con la mafia
- Sceneggiatura: Ron Hauge
- Regia: Swinton O. Scott III
- Messa in onda originale: 20 dicembre 1998
- Messa in onda italiana: 17 settembre 1999

Durante una convention legata al mondo della fantascienza, si scatena una rissa, e Homer riesce a tirare fuori dalla mischia l'attore Mark Hamill e Quimby, che per riconoscenza lo assume come guardia del corpo personale. Tuttavia, dopo avergli nuovamente salvato la vita, da una situazione pericolosa in cui lui stesso l'aveva messo, Homer costringe Quimby a rompere ogni accordo con la mafia gestita da Tony Ciccione. La mafia di Springfield infatti stava fornendo alla scuola elementare latte di topo. Tony Ciccione decide quindi di uccidere Quimby durante una cena al ristorante. Homer riesce a impedire che uno degli scagnozzi del boss mafioso accoltelli il sindaco, ma non a Tony Ciccione di picchiare selvaggiamente Quimby con una mazza da baseball.
- Guest star: Mark Hamill (voce di sé stesso e del proprietario del cinema)
- Frase alla lavagna: "È stato il presidente" non è una buona scusa
- Gag del divano: i Simpson si siedono sul divano e vengono schiacciati come una macchina dallo sfasciacarrozze.

## Viva Ned Flanders
- Sceneggiatura: David M. Stern
- Regia: Neil Affleck
- Messa in onda originale: 10 gennaio 1999
- Messa in onda italiana: 23 settembre 1999

La famiglia Simpson scopre che Ned Flanders ha sessant'anni e deve il suo aspetto giovanile a una vita all'insegna del non divertimento.
Dopo un primo momento di ammirazione per la forma fisica, i cittadini di Springfield cominciano a provare pena per la misera vita di Flanders. Riluttante, Ned chiede a Homer di aiutarlo a essere meno noioso e a insegnargli a divertirsi. Homer decide di portare il vicino di casa a Las Vegas, dove però dopo essersi ubriacati vengono sposati con l'inganno da due cameriere del casinò, Amber e Ginger. Dopo una rocambolesca fuga per i casinò di Las Vegas, Homer e Ned riescono a risolvere la situazione, semplicemente abbandonando le nuove mogli.
- Guest star: The Moody Blues (voce di sé stessi)
- Frase alla lavagna: La mia mamma non frequenta Jerry Seinfeld
- Gag del divano: mentre i Simpson si siedono sul divano, una mano reale arriva, fa ruotare il disegno e lo rende un esempio di spin art.

## Schermaglie fra generazioni
- Sceneggiatura: Larry Doyle
- Regia: Mark Ervin
- Messa in onda originale: 17 gennaio 1999
- Messa in onda italiana: 24 settembre 1999

Dopo che la locale squadra di baseball, gli Isotopi di Springfield, riesce a ottenere una rara vittoria, Homer, Barney, Lenny e Carl per festeggiare si ubriacano e guidano in piena notte all'interno della scuola elementare, distruggendola. Il giorno seguente, ritenendo responsabili della distruzione gli allievi della scuola, Winchester impone un coprifuoco a tutti i bambini della città, con soddisfazione dei cittadini di Springfield, e fa installare un enorme cartellone con la sua faccia per intimidirli.
Ma una sera Bart, Lisa, Milhouse e gli altri ragazzi decidono di violare il coprifuoco per andare a vedere il film L'insanguinamento. I ragazzi vengono scoperti e condannati a ripulire il cartellone del commissario. Ma per vendicarsi, prendendo spunto dal film visto, i ragazzi decidono di creare una stazione radio con cui rivelare i segreti dei loro genitori e degli abitanti di Springfield per metterli gli uni contro gli altri. Dopo varie rivelazioni, il commissario e il professor Frink si mettono sulle tracce dei giovani e scoprono che hanno allestito la stazione radio dietro al cartellone. I genitori arrivano sul posto e, con una canzone, entrambe le parti (giovani e adulti) iniziano ad attaccarsi. Alla fine intervengono nonno Simpson e gli altri anziani della città stanchi del rumore. Così adulti e bambini si alleano contro anziani e questi ultimi propongono un referendum per l'attuazione di un coprifuoco per coloro al di sotto dei 70 anni. La proposta passa e così la famiglia Simpson è costretta a rimanere la sera a casa mentre fuori gli anziani se la godono.
- Guest star: Cyndi Lauper (voce di sé stessa)
- Frase alla lavagna: Sherri non è chiappona
- Gag del divano: i Simpson si siedono sul divano, che ha le sembianze di una bomba, con dei cappelli da cowboy. Subito dopo una botola si apre, sganciando così la bomba e tutta la famiglia, parodiando la scena finale del film Il dottor Stranamore - Ovvero: come ho imparato a non preoccuparmi e ad amare la bomba.
- Curiosità: nell'episodio sono presenti molti citazioni e riferimenti: il film L'insanguinamento è una parodia del film Il villaggio dei dannati; mentre i ragazzi si procurano gli elementi per la radio, Milhouse appare vestito come Carl Switzer di Simpatiche canaglie; la canzone finale tra adulti, bambini e anziani è una parodia di Ciao, ciao Birdie; nella scuola Homer e gli altri cantano We Are the Champions dei Queen; mentre Bart e Lisa vedono il trailer del film, Milhouse sta guardando i Teletubbies; mentre Lisa gira i canali radio si sente un discorso di Franklin Delano Roosevelt. Nella versione italiana, invece, viene sostituito con la celebre dichiarazione di guerra di Benito Mussolini. Lo stesso dittatore, assieme ad Adolf Hitler, viene citato da Homer all'inizio della puntata.

## Domenica, orrenda domenica
- Sceneggiatura: Tom Martin, George Meyer, Brian Scully, Mike Scully
- Regia: Steven Dean Moore
- Messa in onda originale: 31 gennaio 1999
- Messa in onda italiana: 25 settembre 1999

Dopo una gita alla posta, Bart regala, per il compleanno di suo padre Homer, un coupon di buoni omaggio. Homer decide di spenderli tutti, tra questi c'è anche una revisione gratuita dal gommista. Qui conosce l'organizzatore di viaggi Wally Kogen. I due diventano presto amici e insieme a un nutrito gruppo di uomini di Springfield organizzano una gita a Miami per assistere al Super Bowl, soltanto per scoprire una volta giunti a destinazione che i biglietti acquistati sono in realtà dei cracker. Cercano di entrare con la forza, e per tale ragione il gruppo viene tenuto nella "prigione dello stadio", dal quale però riesce a evadere grazie alla cantante Dolly Parton e assistere alla partita. Alla fine i cittadini di Springfield finiscono per scendere in campo, rubare il trofeo e tenerlo in ostaggio negli spogliatoi. Intanto Marge e Lisa giocano con un set per colorare le uova del 1967, dal quale però si accorgono manca un pezzo. Nonostante tutto le due riescono comunque a contattare l'assistenza clienti.
- Guest star: Troy Aikman (voce di sé stesso), Rosey Grier (voce di sé stessa), John Madden (voce di sé stesso), Dan Marino (voce di sé stesso), Rupert Murdoch (voce di sé stesso), Dolly Parton (voce di sé stessa), Pat Summerall (voce di sé stesso), Fred Willard (voce di Wally Kogen)
- Frase alla lavagna: Non farò l'uccello del malaugurio
- Gag del divano: il salotto è pieno d'acqua e il divano, con sopra i Simpson, si scontra con un iceberg e affonda. Alla fine riemerge Maggie che accende il televisore.

## Homer il Max-imo
- Sceneggiatura: John Swartzwelder
- Regia: Pete Michels
- Messa in onda originale: 7 febbraio 1999
- Messa in onda italiana: 27 settembre 1999

Homer si approfitta del fatto che un personaggio di una serie televisiva molto amato ha il suo stesso nome, generando l'ammirazione e la curiosità dei concittadini. Tuttavia quando all'interno dello show lo stesso personaggio viene reso stupido e imbranato, di riflesso tutti iniziano a prendere in giro Homer. Per risolvere il problema Homer decide di far cambiare il proprio nome in Max Power (preso dal phon "max power" = "massima potenza"). Inoltre Homer spiega che ci sono tre modi di fare le cose: quello giusto, quello sbagliato e quello di Max Power (quello sbagliato, ma più svelto).Grazie al nuovo nome, entra nelle grazie di Burns e di un hippie dell'alta società di Springfield che lo invita persino a un party esclusivo. Dopo aver combinato una serie di danni, Max decide nuovamente di cambiare nome, ripristinando il vecchio Homer Simpson.
- Guest star: Ed Begley Jr. (voce di sé stesso)
- Frase alla lavagna: Nessuno vuol sapere della mia sciatica
- Gag del divano: Marge stende come dei panni da asciugare gli altri componenti della famiglia Simpson.

## Io sto con Cupido
- Sceneggiatura: Dan Greaney
- Regia: Bob Anderson
- Messa in onda originale: 14 febbraio 1999
- Messa in onda italiana: 28 settembre 1999

Per festeggiare San Valentino Apu organizza a Manjula una serie di elaborati regali, che culminano con un messaggio d'amore scritto in cielo. 
Spinti dal rancore provocati dall'invidia delle proprie mogli, Homer e altri mariti di Springfield progettano di sabotare il messaggio in cielo di Apu. L'aereo incaricato del messaggio che dovrebbe essere "I ♥ U MANJULA" (Ti amo, Manjula), viene sabotato da Homer e finisce per scrivere soltanto "I ♥" con a fianco uno scarabocchio incomprensibile. Tutte le donne di Springfield, dando alla scritta un significato diverso, si convincono che il messaggio proviene dal rispettivo marito, esclusa Marge, ma alla fine Homer cade dall'aereo e piomba davanti a lei con un mazzo di rose rosse.
- Guest star: Elton John (voce di sé stesso), Jan Hooks (voce di Manjula), Paola Barale (voce di Manjula nella versione italiana)
- Frase alla lavagna: Anche gli zoticoni sono persone
- Gag del divano: i Simpson, subito dopo essersi seduti sul divano, vengono ricoperti da dei caschi da parrucchiera che scambiano i capelli dei vari componenti: Homer ha i capelli di Maggie, Marge quelli di Bart, Bart quelli di Lisa, Lisa quelli di Homer e Maggie quelli di Marge. Quest'ultima cade per l'eccessivo peso dei capelli della madre.

## Marge ingrana la marcia
- Sceneggiatura: David M. Stern
- Regia: Mark Kirkland
- Messa in onda originale: 21 febbraio 1999
- Messa in onda italiana: 29 settembre 1999

Homer acquista impulsivamente un SUV, ma quando scopre che si tratta di un'automobile destinata alle donne, la lascia a Marge. 
Inizialmente indecisa, Marge inizia ad apprezzare la nuova vettura, ma diventa sempre più aggressiva e spericolata, finendo per causare un incidente. Mentre a Marge viene ritirata la patente, Homer e i bambini rimangono intrappolati in uno zoo in cui i rinoceronti sono riusciti a liberarsi per colpa di Homer. Per salvare i propri familiari, Marge distrae il rinoceronte che sta per aggredire Homer e i bambini con il SUV, che viene distrutto.
- Guest star: Hank Williams Jr. (voce del cantante del jingle Canyonero), John Kassir (voce della ballerina)
- Frase alla lavagna: La grammatica non è una perdita di tempo
- Gag del divano: i Simpson si siedono sul divano, ma subito dopo una sbarra si abbassa come nei vagoncini delle montagne russe e il divano inizia a muoversi come se fosse sulle montagne russe.

## Fate largo a Lisa
- Sceneggiatura: Brian Scully
- Regia: Matthew Nastuk
- Messa in onda originale: 28 febbraio 1999
- Messa in onda italiana: 30 settembre 1999

Per saldare alcuni debiti, Homer accetta di installare un'antenna per cellulare nella stanza di Lisa.
Irritata e delusa, Lisa inizia a soffrire disturbi da stress, dovuti alla convinzione di non aver nulla in comune con il padre e decide di affidarsi a una terapia New Age insieme al padre: vengono inseriti in due vasche con effetti allucinogeni. Qui Lisa si rende conto di quanto Homer le voglia bene, e quanto lei al contrario sia indisponente, e alla fine padre e figlia si riconciliano. Intanto grazie all'antenna, Marge è in grado di ascoltare le conversazioni dei vicini tramite il baby monitor di Maggie, quindi Bart e Milhouse decidono di farle uno scherzo.
- Guest star: assente
- Frase alla lavagna: Io non godo dell'immunità diplomatica
- Gag del divano: due pompieri usano il divano come trampolino per far atterrare i Simpson. Tutti i componenti della famiglia atterrano sul divano, tranne Homer che sbatte contro il pavimento perforandolo.

## Homer il camionista
- Sceneggiatura: John Swartzwelder
- Regia: Swinton O. Scott III
- Messa in onda originale: 28 marzo 1999
- Messa in onda italiana: 1º ottobre 1999

Mentre si trova in un ristorante-mattatoio, un camionista di nome Red Barclay, sfida Homer in una gara a chi mangia più carne, che finisce con la morte del camionista per "avvelenamento da manzo". Per coscienza e per non far perdere la consegna di Red, Homer decide di prendere il posto di Red a bordo del camion e Bart decide di seguirlo. 
A bordo del camion Homer scopre il sistema di guida automatica "Navitron Autodrive", di cui sono dotati tutti i camion. I camionisti impongono il silenzio a Homer, che però spiffera tutto. I camionisti tentano quindi di uccidere Homer, che si salva grazie a una manovra pericolosa e molto fortuita, riuscendo a consegnare in tempo il carico di Red, composto da carciofi e clandestini. Intanto Marge e Lisa decidono di portare un po' di novità nella propria vita facendo installare un nuovo campanello, che però per via di un malfunzionamento non smetterà più di suonare fino a quando non interverrà il signor Din Don, il titolare del negozio di campanelli.
- Guest star: assente
- Frase alla lavagna: Non fa schifo essere te
- Gag del divano: i Simpson si siedono sul divano, ma Bart e Lisa sono adulti, Marge e Homer sono bambini. Homer cerca di prendere il telecomando, ma Lisa lo riprende subito dandogli un colpo sulla mano.

## Brani biblici
- Sceneggiatura: Tim Long, Larry Doyle, Matt Selman
- Regia: Nancy Kruse
- Messa in onda originale: 4 aprile 1999
- Messa in onda italiana: 2 ottobre 1999

Durante un sermone del reverendo Lovejoy, i Simpson sognano se stessi all'interno di brani biblici.
- Il sogno di Marge:
Homer e Marge, nei panni di Adamo ed Eva, finiscono per cedere alle tentazioni del serpente e mangiare la mela, venendo cacciati dal giardino dell'Eden da Dio (Ned Flanders).
- Il sogno di Lisa:
Milhouse, nei panni di Mosè, combatte contro il faraone egiziano (Seymour Skinner) per portare il proprio popolo (i bambini della scuola elementare) verso la libertà.
- Il sogno di Homer:
Homer, nei panni del re Salomone, deve decidere chi fra due uomini (Lenny e Carl) è il legittimo possessore di una torta.
- Il sogno di Bart:
Bart, nei panni di Davide, deve sconfiggere il gigante Golia (Nelson Muntz), che ha ucciso il suo amico Matusalemme (nonno Simpson). Alla fine dei loro sogni i Simpson escono dalla chiesa e scoprono che è arrivata la fine del mondo. Lisa viene chiamata in paradiso mentre il resto della famiglia è destinata all'inferno, ma Homer afferra la figlia e la trascina con loro, dove il padre è stato attratto dall'odore di hot dog.

- Guest star: assente
- Frase alla lavagna: Non posso assolvere i peccati
- Gag del divano: i Simpson, prima di arrivare sul divano, scivolano su delle bucce di banane e, dopo essere volati per aria, si risiedono perfettamente sul divano.

## Homer e la pop art
- Sceneggiatura: Al Jean
- Regia: Steven Dean Moore
- Messa in onda originale: 11 aprile 1999
- Messa in onda italiana: 4 ottobre 1999

Una collezionista d'arte riconosce nel tentativo fallito di Homer di costruire un barbecue un capolavoro di arte moderna e convince l'uomo di essere un grande artista. Come risultato Homer incanala la propria irritabilità nella costruzione di bizzarre opere mentre diventa amico di altri artisti. Marge, che per anni ha tentato di sfondare come pittrice, diventa gelosa dei successi di Homer.
Tuttavia le nuove opere di Homer non raccolgono i consensi sperati, che viene bollato come ripetitivo. Per sorprendere il mondo dell'arte, allora Homer inonda Springfield mettendo un boccaglio agli animali. Sorprendentemente l'opera di Homer viene dichiarata un capolavoro e la città dimostra di apprezzare il "Canal Grande di Springfield".
- Guest star: Isabella Rossellini (voce di Astrid Weller), Jasper Johns (voce di sé stesso)
- Frase alla lavagna: Una scimmia addestrata non può insegnare educazione fisica
- Gag del divano: i Simpson si siedono sul divano, che ha le sembianze di una bomba, con dei cappelli da cowboy. Subito dopo una botola si apre, sganciando così la bomba e tutta la famiglia, parodiando la scena finale del film Il dottor Stranamore, ovvero: come imparai a non preoccuparmi e ad amare la bomba.

## I vecchi e il mare
- Sceneggiatura: John Swartzwelder
- Regia: Mark Ervin
- Messa in onda originale: 25 aprile 1999
- Messa in onda italiana: 5 ottobre 1999

Dopo che Bart ha mandato a monte la possibilità che i giochi olimpici vengano tenuti a Springfield con uno sketch contenente battute irriverenti sulla nazionalità dei delegati olimpici, tutti i bambini vengono puniti con delle ore di lavori socialmente utili e a Bart tocca fare volontariato presso l'ospizio. Qui scopre come gli anziani facciano una vita priva di emozioni, scandita da azioni meccaniche da fare a determinati orari. Intanto l'attività di Homer di vendere quelle che avrebbero dovuto essere le mascotte delle olimpiadi va miseramente in fumo. Bart decide di portare i vecchietti dell'ospizio in una gita in barca, che però finisce male quando si scontra con la goletta di Burns.
A salvare la situazione ci pensano le mascotte che Homer aveva buttato nel gabinetto per disfarsene.
- Guest star: Jack La Lanne (voce di sé stesso)
- Frase alla lavagna: I denti dondolanti non hanno bisogno del mio aiuto
- Gag del divano: gli abitanti di Springfield sono seduti come al cinema davanti al divano. I Simpson arrivano in ritardo e chiedono spazio per passare.

## Monty non può comprare amore
- Sceneggiatura: Julie Thacker
- Regia: Mark Kirkland
- Messa in onda originale: 2 maggio 1999
- Messa in onda italiana: 6 ottobre 1999

Il miliardario Arthur Fortune, conquista la fiducia degli abitanti di Springfield, regalando un dollaro a tutti. Per migliorare la sua immagine, Burns cerca di avviare iniziative simili, facendosi aiutare da Homer.
Quando però ogni tentativo di Burns di farsi benvolere finisce male, l'uomo viene persino deriso nella trasmissione Jerry Rude and the Bathroom Bunch. Burns, per attirare l'attenzione su di sé, decide di catturare il mostro di Loch Ness, riuscendo nell'impresa grazie all'aiuto del professor Frink, di Homer e del giardiniere Willie. Una volta catturata, la bestia viene trionfalmente esposta in una vasca al molo di Springield. Burns rimane stordito a causa dei flash dei fotografi e finisce col provocare un incendio urtando contro un amplificatore. Alla fine dell'episodio il mostro di Loch Ness viene assunto a lavorare presso il casinò di Burns.
- Guest star: Michael McKean (voce di Jerry Rude)
- Frase alla lavagna: Non sono né stato lì né ho fatto quella cosa
- Gag del divano: i Simpson anziché sedersi sul divano iniziano a ballare venendo raggiunti da ballerine, animali da circo, trapezisti, giocolieri, mangiatori di fuoco, illusionisti. La scena si sposta poi dal salotto a un palco da teatro, mentre in sottofondo la sigla viene sostituita da una musica da circo.

## Springfield utopia delle utopie
- Sceneggiatura: Matt Selman
- Regia: Pete Michels
- Messa in onda originale: 9 maggio 1999
- Messa in onda italiana: 7 ottobre 1999

Dopo aver assistito a un concorso indetto a Springfield trasformatosi in una rissa, Lisa disgustata scrive una lettera al giornale locale per denunciare la mancanza di intelligenza della città. Nessuno dei cittadini nota l'articolo, tranne il minuscolo gruppo del Mensa, formato dall'uomo dei fumetti, Hibbert, direttore Skinner, professor Frink e Lindsey Naegle, che invitano Lisa a unirsi a loro.
Quando il sindaco Quimby lascia la città pensando che tutta la sua corruzione è stata scoperta, la gestione della città spetta a loro, ma il potere acquisito finisce per corrompere il gruppo e a farlo comportare in maniera ancora peggiore del resto dei cittadini, finché non interviene Stephen Hawking. Intanto Homer posa per delle fotografie osé da regalare a Marge, che però non rimane particolarmente colpita.
- Guest star: Stephen Hawking (voce di sé stesso)
- Frase alla lavagna: Nessuno vuole sentire le mie ascelle
- Gag del divano: il salotto è pieno d'acqua e il divano, con sopra i Simpson, si scontra con un iceberg e affonda. Alla fine riemerge Maggie che accende il televisore.

## Da Tokyo con orrore
- Sceneggiatura: Donick Cary e Dan Greaney
- Regia: Jim Reardon
- Messa in onda originale: 16 maggio 1999
- Messa in onda italiana: 8 ottobre 1999

Serpente riesce a entrare nel conto bancario online dei Simpson, derubandoli via internet dei soldi che la famiglia stava risparmiando per andare in vacanza. I Simpson riescono a fare economia e, rubando dei biglietti a Ned Flanders, si concedono un viaggio in Giappone.
La famiglia si gode il viaggio e Homer riesce persino a sconfiggere uno dei più forti lottatori di sumo. Impressionato, l'imperatore si congratula con Homer che, pensando di trovarsi di fronte a un altro sfidante, lo manda al tappeto. Per tale ragione, Homer viene arrestato e Marge spende tutti i soldi che ha per pagare la cauzione. Per potersi pagare il viaggio di ritorno i Simpson sono quindi costretti a partecipare al sadico quiz televisivo Happy Smile Super Challenge Family Wish Show. Dopo aver effettuato varie prove caratteristiche dei programmi televisivi giapponesi, i Simpson riescono alla fine a recuperare i biglietti e a tornare a casa.
- Guest star: George Takei (voce di Wink, presentatore del gioco TV), Denice Kumagai (voce della madre giapponese), Karen Maruyama (voce dell'hostess giapponese), Gedde Watanabe (voce del padre giapponese)
- Frase alla lavagna: Sono proprio stanchissimo
- Gag del divano: I Simpson si siedono sul divano che è una macchina taglia-documenti e vengono fatti a strisce.
- Censura: Quest'episodio non è mai stato trasmesso in Giappone per via del ritratto comico dato ad alcune figure considerate sacre per la cultura giapponese. In particolare, in una scena Homer partecipa e vince a un incontro di sumo, e si presenta l'imperatore giapponese Akihito per congratularsi con lui, ma Homer, scambiandolo per un altro sfidante, lo afferra e lo lancia in un cesto pieno di panni sporchi. Non è presente nell'edizione in DVD.[1]